# 小田急箱根鋼索線

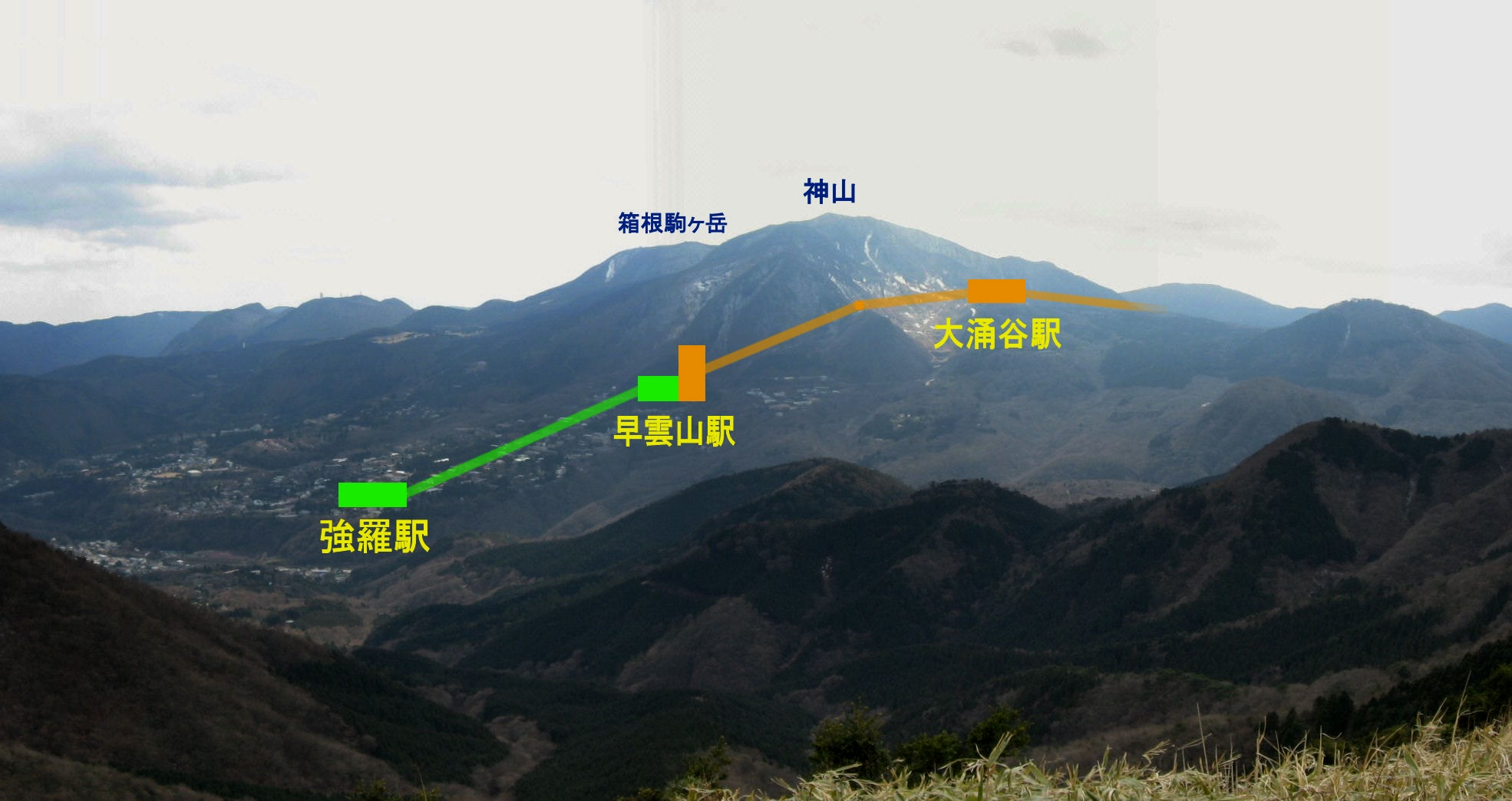
箱根登山ケーブルカーと箱根ロープウェイのルート（明神ヶ岳から撮影した画像で作成）

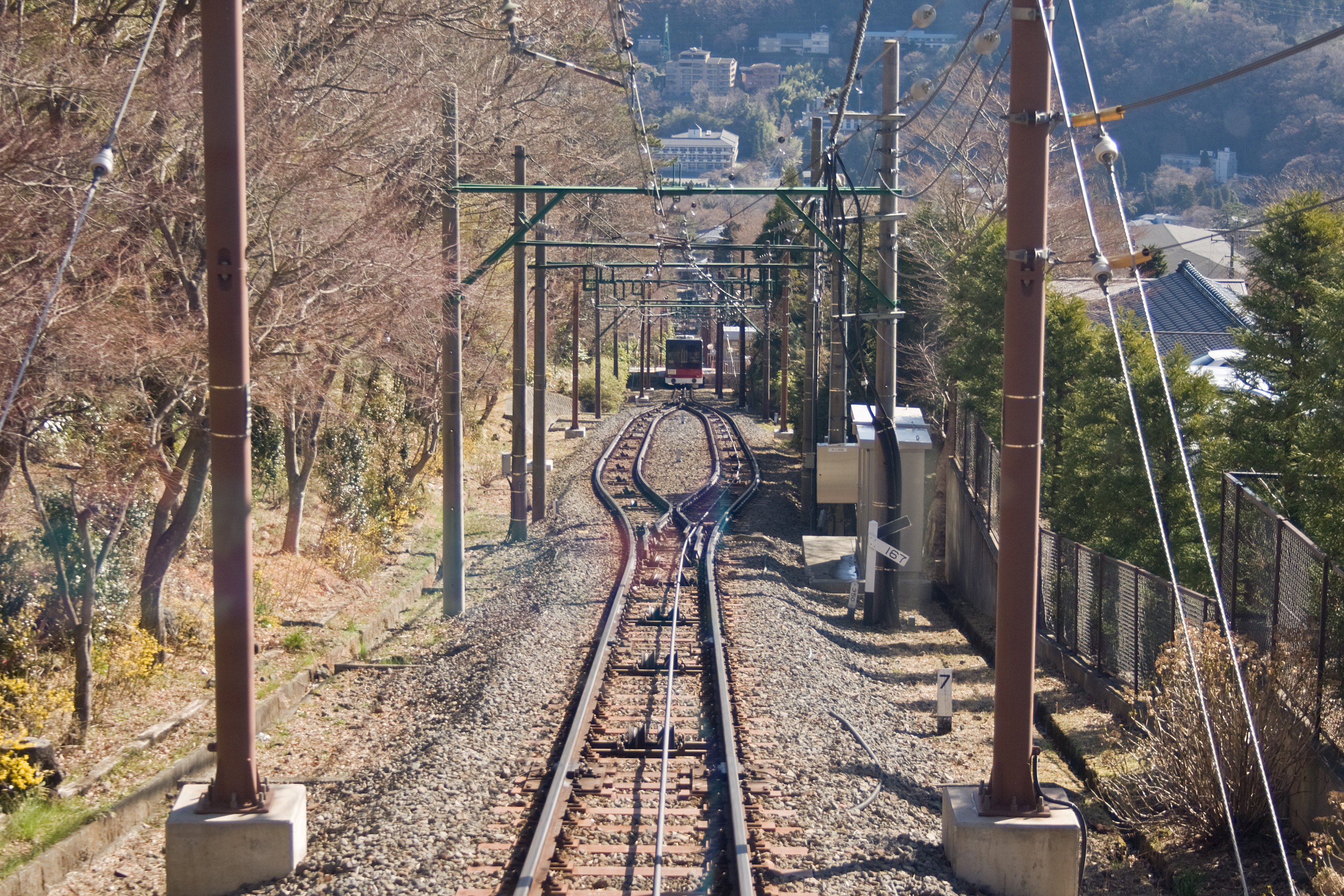
中強羅駅 - 公園上駅間の行き違い所

鋼索線（こうさくせん）は、神奈川県足柄下郡箱根町の強羅駅と早雲山駅を結ぶ小田急箱根の鋼索鉄道（ケーブルカー）である。旅客案内で使用される愛称・ブランド名は「箱根登山ケーブルカー」（はこねとざんケーブルカー、英: Hakone Tozan Cablecar）。箱根観光の旅客輸送を担う。関東地方では最も古いケーブルカー路線である。
駅ナンバリングで使われる路線記号はOHで、番号は小田急電鉄小田原線の新宿駅から、鉄道線（箱根登山電車）・当路線・箱根ロープウェイを経て、芦ノ湖にある箱根海賊船の元箱根港までを一体とする連番で振られており、小田急小田原線は青色（）、鉄道線・当路線・箱根ロープウェイ・箱根海賊船は赤茶色（）で描かれている。

## 路線データ
- 路線距離（営業キロ）：1.2 km
- 軌間：983 mm
- 駅数：6駅（起終点駅含む）
- 高低差：209 m

通常ダイヤでは、運行時間帯は8時台 - 18時台で、日中は概ね毎時3本での運行。多客期には増発が行われる。

## 歴史
小田原電気鉄道は、1911年に強羅の土地を取得し、旅館や別荘地として販売を行っていた。しかし、この地域の傾斜がきついため、この別荘地内の居住者の便を図って鋼索線を建設することになったもので、同時に箱根回遊コースの一環として敷設されたものである。1912年に敷設免許を申請し、1915年4月23日に免許が下りている。
しかし、鉄道線の工事が優先されたため、建設に着手したのは鉄道線開業後の1921年であった。軌条・車両・巻上げ装置など、一切の装置をすべてスイスから輸入したもので、同年12月1日に開業した。日本においては1918年に開業した生駒鋼索鉄道に続く2番目の鋼索鉄道で、関東では初の鋼索鉄道である。1922年7月1日には、下強羅駅を強羅駅に改称した。
1923年9月1日の関東大震災においても軽微な被害で済んでいるが、復旧工事は後回しとなり、運行が再開されたのは翌々年となる1925年3月21日であった。1926年7月10日、上強羅駅（初代）を早雲山駅に改称した。
1928年1月1日付けで、小田原電気鉄道は日本電力に合併となったが、同年8月16日には軌道線・鉄道線とともに箱根登山鉄道に分離された。
第二次世界大戦に入り、不要不急路線として施設をすべて撤去して供出することになり、1944年2月10日限りで運行を休止し、施設については早雲山駅の建物を除いた施設一切を産業設備営団に売却、撤去された。戦後、運行を再開したのは1950年7月1日からで、同日から運行を開始した同社の早雲山と湖尻を結ぶ路線バスによって、自社の路線のみによる芦ノ湖までのルートを形成することになった。1951年5月1日には、早雲館駅を上強羅駅（2代目）に改称した。
その後、鉄道線が3両編成化されたことに伴い、本路線も輸送力増強を行なうことになり、1994年11月25日から1995年3月15日まで運行を休止し、1995年3月16日よりスイス製の車両による2両編成での運行が開始された。この置き換えに際し、それまで987 mmであった軌間が983 mmに改軌された。
2019年には再び設備更新工事が行われることとなり、同年12月2日限りで運行を休止し、1995年に導入した車両の運行も終了した。その後、翌2020年3月20日より5代目となる新型車両での運行が再開された。
2024年4月1日、小田急箱根グループの会社再編に伴い、当路線の運行会社名が箱根登山鉄道から小田急箱根に変更された。

## 駅一覧
- 駅番号は、2014年1月より順次導入[25]。
- 全駅神奈川県足柄下郡箱根町内に所在。
- 通常は全列車が各駅に停車するが、多客期の増発時には強羅駅 - 早雲山駅間途中無停車の「直通」が臨時に運行されることがある。

| 駅番号 | 駅名     | 標高 (m) | 駅間キロ | 累計キロ | 接続路線・備考                             |
| ------ | -------- | -------- | -------- | -------- | ------------------------------------------ |
| OH57   | 強羅駅   | 541      | -        | 0        | 小田急箱根： 鉄道線（箱根登山電車） (OH57) |
| OH58   | 公園下駅 | 574      | 0.245    | 0.245    |                                            |
| OH59   | 公園上駅 | 611      | 0.250    | 0.495    |                                            |
| OH60   | 中強羅駅 | 654      | 0.250    | 0.745    |                                            |
| OH61   | 上強羅駅 | 703      | 0.250    | 0.995    |                                            |
| OH62   | 早雲山駅 | 750      | 0.245    | 1.240    | 小田急箱根： 箱根ロープウェイ (OH62)       |

## 運賃
鋼索線大人普通旅客運賃（小児半額・10円未満切り上げ）。1駅ごとの区間制運賃が採用されている。2019年10月1日改定。
| 区間 | 運賃（円） |
| ---- | ---------- |
| 1    | 90         |
| 2    | 170        |
| 3    | 250        |
| 4    | 340        |
| 5    | 430        |

鉄道線（箱根登山電車）と異なり、PASMOなどの交通系ICカードは利用できない。ただし、強羅駅・早雲山駅の券売機にて、交通系ICカードのSF残高を使用しての乗車券購入は可能である。
箱根フリーパスが利用できる。

## 車両
| 初代車両ケ形 |  | 3代目車両ケ2形 |  | 4代目車両ケ100・ケ200形 |
| 初代車両ケ形 |  | 3代目車両ケ2形 |  | 4代目車両ケ100・ケ200形 |

運行開始当初の車両ケ形は、歴史節で述べたようにスイス製で、フォードベルン社の車両であった。
戦後の運行再開時に車両も2代目のケ1形となり、1971年3月20日からは3代目の ケ2形 が運用を開始した。
その後、輸送力増強のため、1995年3月16日から2両編成・冷房付きとなったスイスのガングロフ社製ケ100・ケ200形車両に置き換えられた。
2020年3月20日からは設備の更新にあわせ、4代目の台車を流用した上で、座席をロングシートに変更した5代目のケ10・ケ20形車両の運用を開始した。

## 発車メロディ
鋼索線（ケーブルカー）では、強羅駅・早雲山駅において「箱根八里」の発車メロディが使用されている。

## 航空写真
|  |  |